# Fjerde Internationale
Fjerde Internationale, eller 4. Internationale, også kaldet Den Trotskistiske Internationale, er en international socialistisk organisation. Den bekender sig ideologisk til trotskisme og lægger afstand til både kapitalisme og stalinisme. 
Organisationen blev stiftet i Frankrig i slutningen af 1938. Allerede inden 2. verdenskrig blev medlemmerne splittet op i en række forskellige nationale og internationale sektioner. Dermed ophørte sammenslutningen reelt med at eksistere.
En række af disse grupperinger, påstår dog fortsat hver især at være en direkte videreførelse af den oprindelige fjerde internationale. Eftersom de ikke er enige om hvem af dem, der er den korrekte videreførelse, er det svært at fastslå rigtigheden af deres påstande.

## Den danske sektion
Der har gennem tiden været flere grupper der påstod at være sektioner af 4. Internationale i Danmark. I 1939 samlede de fleste danske trotskister (dog ikke de kendte som Marie Nielsen) sig i Revolutionære Socialister. Efter krigen splittede denne organisation dog også (en organisation med samme navn blev senere dannet). De fleste aktive trotskister gik med i den mandelistiske fløj opkaldt efter Ernest Mandel. Mandel-fløjen blev senere til Fjerde Internationale (Genforenet) opkaldt sådan pga. genforeningen mellem to fløje af 4. Internationale.
I 1971 meldte Socialistisk Ungdoms Forbund (SUF) sig ind i Fjerde Internationale (Genforenet). Siden 1980 har Socialistisk Arbejderpolitik fungeret som den danske sektion af organisationen.

## Trotskistiske Internationale i Danmark
I Danmark findes der i dag tre lokale sektioner af internationaler der har rødder tilbage i det oprindelige 4. Internationale.
- Revolutionære Socialister – (IMT) – International Marxistisk Tendens
- Internationale Socialister (IS) – International Socialist Tendency (IST)
- Socialistisk Arbejderparti (SAP) – Fjerde Internationale (Genforenet)